# جيل بريتون
جيل بريتون (بالإنجليزية: Gil Britton)‏ هو لاعب كرة قاعدة أمريكي، ولد في 21 سبتمبر 1891 في بارسونز في الولايات المتحدة، وتوفي بنفس المكان في 20 يونيو 1983.

## وصلات خارجية
- جيل بريتون على موقعبيزبول رفرنس.كوم (الدوري الرئيسي) (الإنجليزية)
- جيل بريتون على موقعبيزبول رفرنس.كوم (الدوري الثانوي) (الإنجليزية)